# Janne
Janne ist ein Vorname. Je nach sprachlichem Umfeld ist er männlich oder weiblich.

## Herkunft und Bedeutung
→ Hauptartikel: Johannes oder Johanna
Als männlicher Name ist Janne eine überwiegend in Finnland und Schweden verbreitete Koseform von Jan oder Johan, die wiederum ihren Ursprung im Namen Johannes haben.
Als weiblicher Name ist Janne eine Variante von Janna, der wiederum auf den Namen Johanna zurückgeht oder als Kurzform von Namen mit der Endung -ianna/-ianne aufgefasst werden kann.

## Verbreitung
Der Name Janne ist vor allem in Norwegen und Finnland verbreitet. Während er in Finnland wie auch in Schweden überwiegend als Männername verwendet wird, überwiegt in Norwegen und Dänemark die Nutzung als Frauenname.

### Verwendung in Deutschland
In Deutschland ist der Name relativ selten und wird für Männer und Frauen etwa gleichhäufig verwendet.
Das deutsche Personenstandsrecht sieht in Janne einen geschlechtsneutralen Vornamen. Seit der Änderung im deutschen Personenstandsrecht vom 1. November 2013 ist ein zusätzlicher Vorname, der das Geschlecht eindeutig bestimmt, nicht mehr nötig.

## Bekannte Namensträger

### Männlicher Vorname
- Janne Ahonen (* 1977), finnischer Skispringer
- Janne Happonen (* 1984), finnischer Skispringer
- Janne Hietanen (* 1978), finnischer Fußballspieler
- Janne Korpi (* 1986), finnischer Snowboarder
- Janne Kujala (* 1981), finnischer Eishockeyspieler
- Janne Lahtela (* 1974), finnischer Freestyle-Skier
- Janne Leskinen (* 1971), finnischer Skiläufer
- Janne Lundblad (1877–1940), schwedischer Dressurreiter
- Janne Niinimaa (* 1975), finnischer Eishockeyspieler
- Janne Ojanen (* 1968), finnischer Eishockeyspieler
- Janne Ryynänen (* 1988), finnischer Nordischer Kombinierer
- Janne Salmi (* 1969), finnischer Orientierungsläufer
- Janne Wirman (* 1979), finnischer Musiker

### Weiblicher Vorname
- Janne Drücker (* 1981), deutsche Schauspielerin
- Janne Furch (1915–1992), deutsche Schauspielerin und Drehbuchautorin
- Janne Haaland Matlary (* 1957), norwegische Politologin und Schriftstellerin
- Janne Schäfer (* 1981), deutsche Schwimmerin
- Janne Teller (* 1964), dänische Schriftstellerin
- Janne Friederike Meyer (* 1981), deutsche Springreiterin